# Tres estrelles al sud alcistes
Tres estrelles al sud alcistes (en anglès: Bullish Three Star in the South) és un patró d'espelmes japoneses format per tres espelmes que indica un canvi en la tendència baixista; rep aquesta denominació per les tres espelmes negres que representarien tres estrelles del sud en equivalència a l'estrella polar (l'estrella del nord).

## Criteri de reconeixement
1. La tendència prèvia és baixista
2. Es forma un primer Marubozu negre caracteritzat per una llarga ombra inferior
3. L'endemà es forma un altre Marubozu negre, però amb un cos més petit, i un ombra inferior també menor
4. El tercer es forma un Marubozu negre petit
5. En els tres dies successius els preus d'obertura han estat a l'alça

## Explicació
En un context de tendència baixista es formen tres Marubozu negre consecutius, cadascun amb una ombra inferior cada cop menor, fet que evidencia un debilitament de la tendència. Les obertures són cada dia a l'alça, i malgrat que s'aconsegueix tancar en negatiu, els mínims són cada cop majors. En aquest escenari és possible que al final es produeixi un canvi de tendència.

## Factors importants
Es recomana esperar a la confirmació al quart dia següent en forma gap alcista, un trencament de tendència, o sinó en forma d'espelma blanca amb tancament superior.